# Apamea sora
Apamea sora là một loài bướm đêm thuộc họ Noctuidae. Nó được tìm thấy ở Bắc Mỹ, bao gồm Alberta.
It was formerly considered to be a subspecies của Apamea auranticolor.